# Harpactira guttata
Harpactira guttata là một loài nhện trong họ Theraphosidae.
Loài này thuộc chi Harpactira. Harpactira guttata được Embrik Strand miêu tả năm 1907.